# Euphorbia nicaeensis
Euphorbia nicaeensis là một loài thực vật có hoa trong họ Đại kích. Loài này được All. mô tả khoa học đầu tiên năm 1785.

## Phân loài
- Euphorbia nicaeensis ssp. glareosa (Pall. ex M.Bieb.) Radcl.-Sm. 1785
- Euphorbia nicaeensis ssp. cadrilateri (Prod.) B.Kuzmanov 1979
- Euphorbia nicaeensis ssp. goldei (Prod.) Greuter & Burdet 1981
- Euphorbia nicaeensis ssp. lasiocarpa (Boiss.) Radcl.-Sm. & Govaerts 1996
- Euphorbia nicaeensis ssp. latibracteata (Prod.) B.Kuzmanov 1979
- Euphorbia nicaeensis ssp. maleevii (Tamamshyan) Oudejans 1989
- Euphorbia nicaeensis ssp. nicaeensis
- Euphorbia nicaeensis ssp. prostrata (Fiori) Arrigoni 1981
- Euphorbia nicaeensis ssp. stepposa (Zoz) Greuter & Burdet 1981
- Euphorbia nicaeensis ssp. volgensis (Krysht.) Oudejans 1992

## Hình ảnh

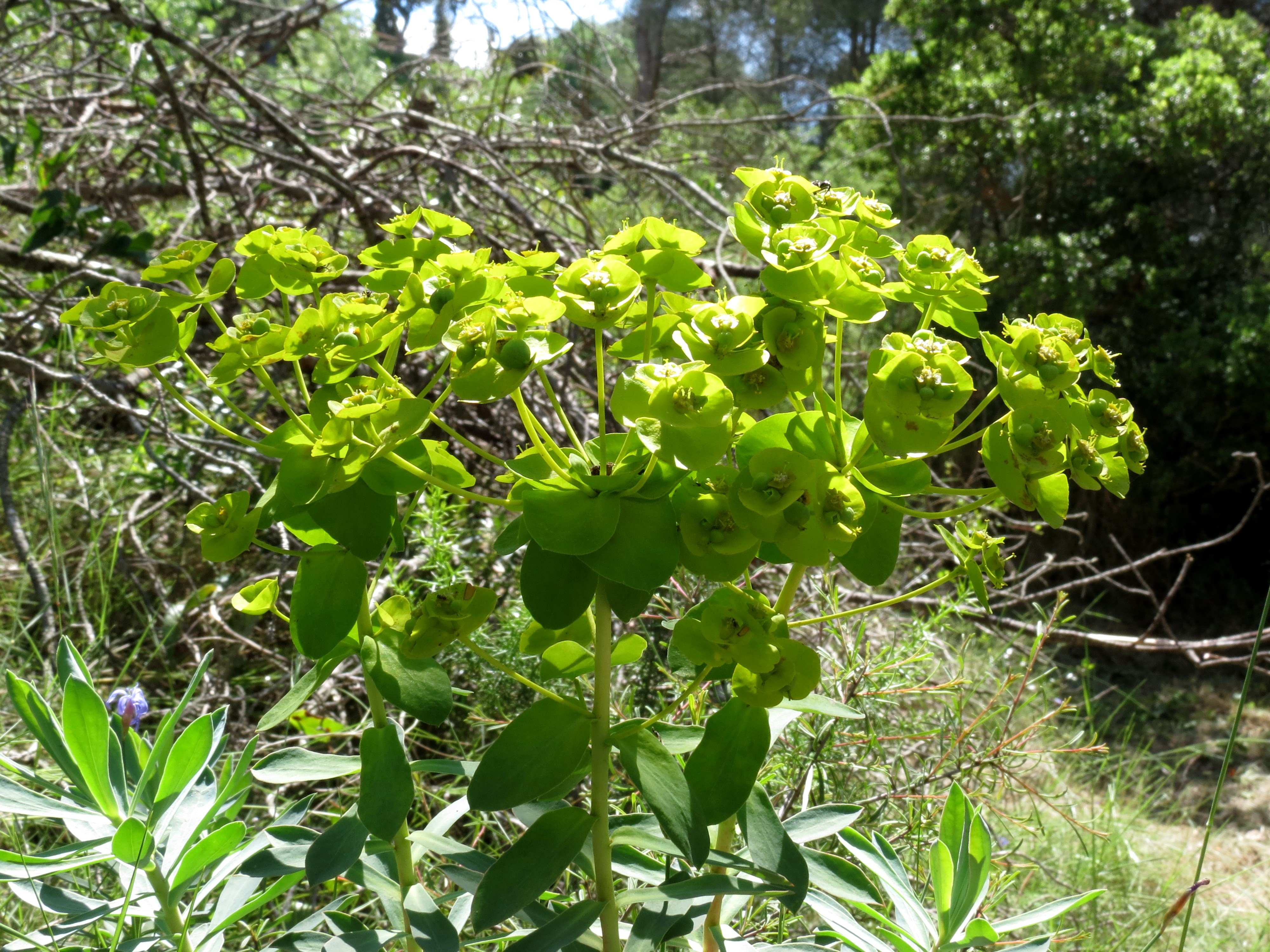
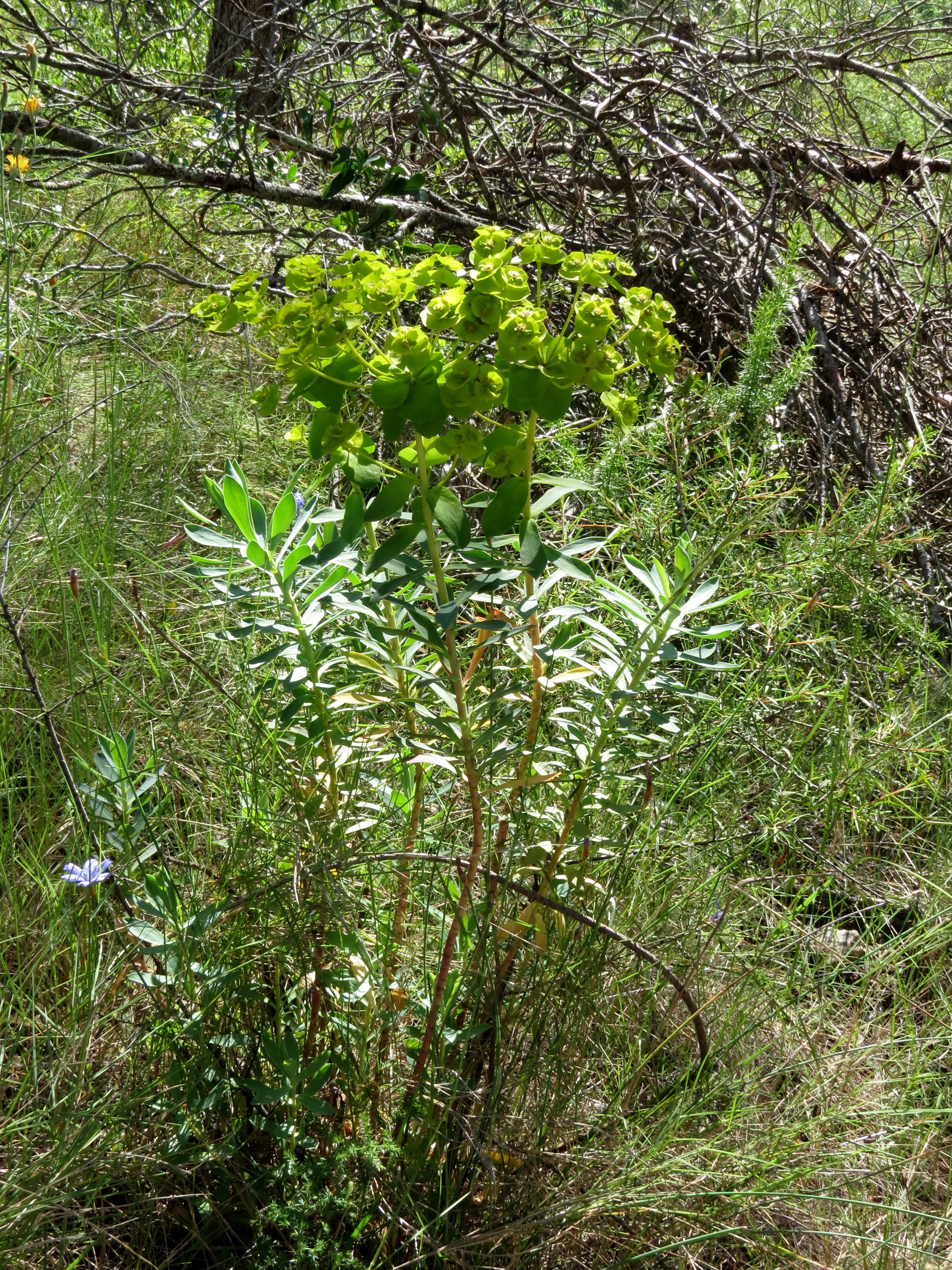
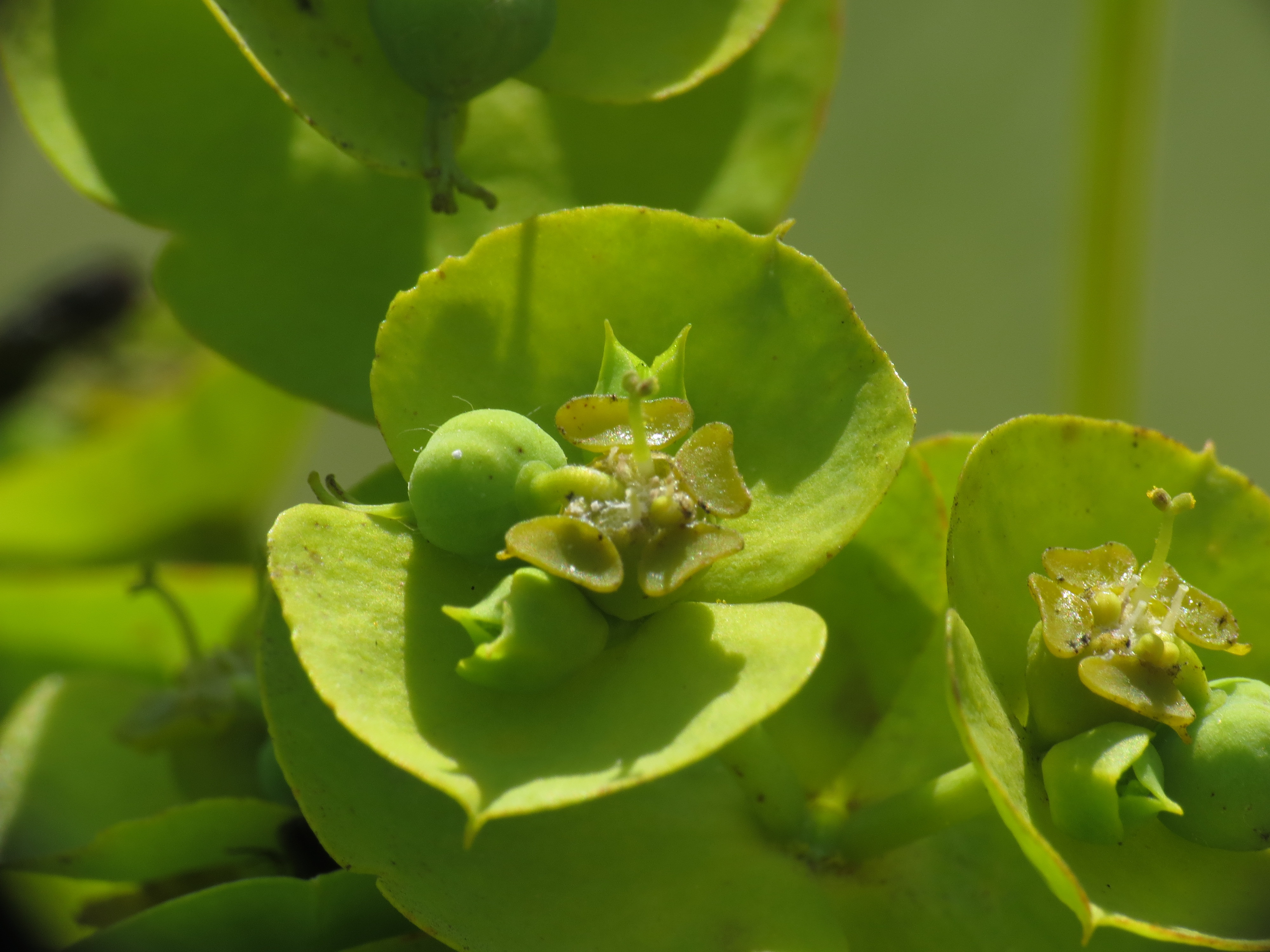
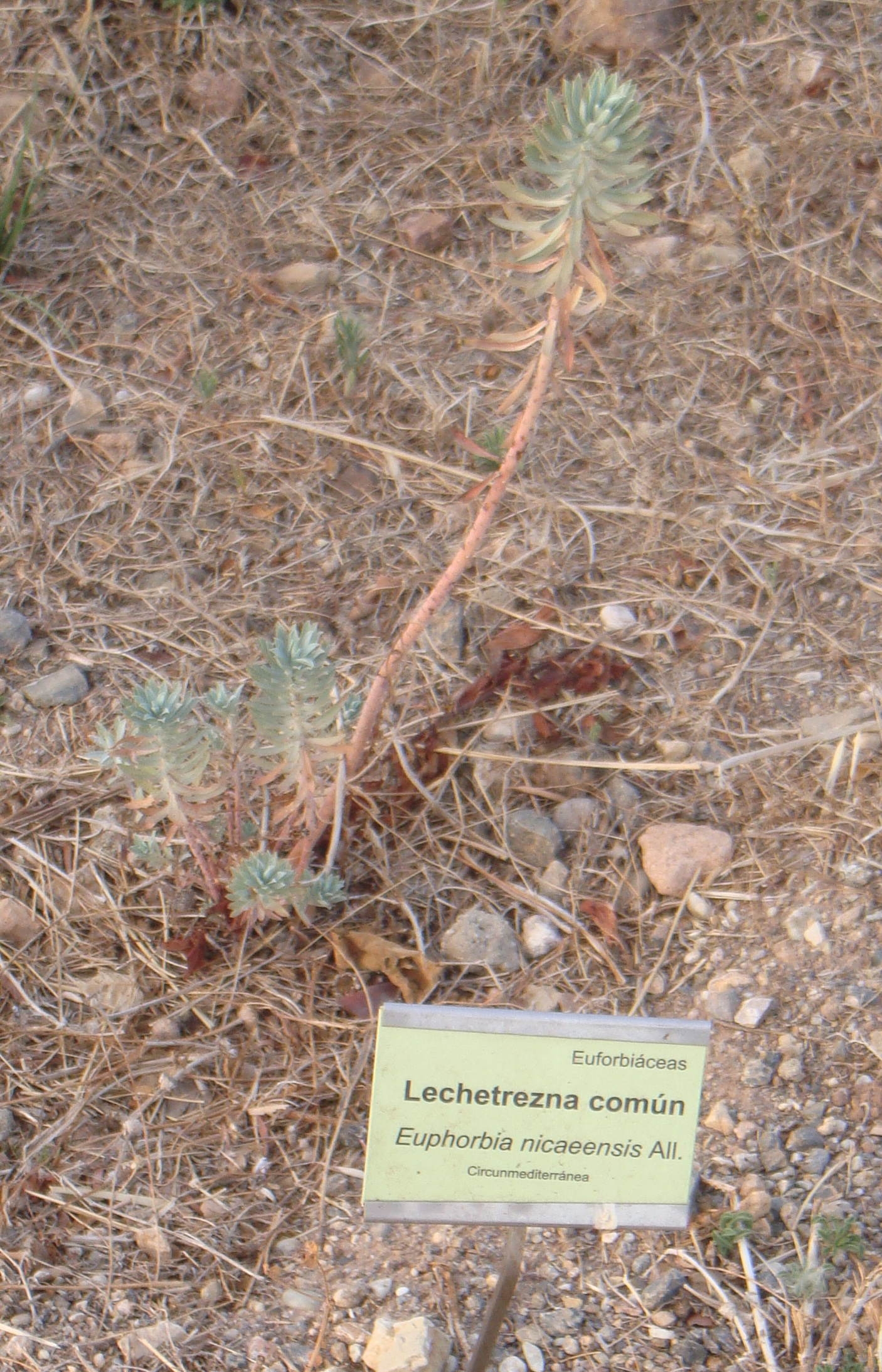